# V576 Андромеды
V576 Андромеды (лат. V576 Andromedae) — одиночная переменная звезда в созвездии Андромеды на расстоянии (вычисленном из значения параллакса) приблизительно 44863 световых лет (около 13755 парсеков) от Солнца. Видимая звёздная величина звезды — от +13,2m до +12,5m.

## Характеристики
V576 Андромеды — красная пульсирующая полуправильная переменная звезда типа SRB (SRB) спектрального класса M. Эффективная температура — около 3304 K.